# Tiêu Á Khánh
Tiêu Á Khánh (tiếng Trung: 肖亚庆, bính âm: Xiào Yà Qìng, tiếng Latinh: Xiao Yaqing), sinh tháng 9 năm 1959, một người Hán, Giáo sư, Chính khách nước Cộng hòa Nhân dân Trung Hoa. Ông nguyên là Ủy viên Ủy ban Trung ương Đảng Cộng sản Trung Quốc khóa XIX, Bí thư Đảng tổ, Bộ trưởng Bộ Công nghiệp và Công nghệ thông tin Cộng hòa Nhân dân Trung Hoa, từng là Ủy viên Ủy ban Kiểm tra Kỷ luật Trung ương khóa XVIII, Ủy viên dự khuyết Ủy ban Trung ương khóa XVII, Bí thư Đảng tổ, Tổng cục trưởng Tổng cục Quản lý giám sát thị trường Quốc gia, Phó Bí thư Đảng tổ, Chủ nhiệm Ủy ban Giám sát và Quản lý Tài sản Nhà nước, Phó Tổng Thư ký Quốc vụ viện Trung Quốc, Bí thư Đảng tổ, Chủ tịch Tập đoàn Nhôm Trung Quốc (Chinalco).
Ông là đảng viên Đảng Cộng sản Trung Quốc, học vị Cao cấp Công trình sư, Tiến sĩ Vật liệu học, học hàm Giáo sư. Trong sự nghiệp chính trị, ông đã vi phạm kỷ luật Đảng và vi phạm pháp luật, là chính trị gia bị cách chức Bộ trưởng Bộ Công Tín, khai trừ khỏi Đảng năm 2022 trước thềm Đại hội Đảng Cộng sản Trung Quốc lần thứ XX.

## Xuất thân và giáo dục
Tiêu Á Khánh sinh ra ở thủ đô Bắc Kinh, nguyên quán ở thành phố cấp huyện Tân Lạc thuộc địa cấp thị Thạch Gia Trang, tỉnh Hà Bắc.
Tiêu Á Khánh trải qua tuổi trẻ trong nhiều khu vực đất nước. Tháng 10 năm 1978, ông nhập học Học viện Khai thác và Luyện kim Trung Nam – 中南矿冶学院 (tiền thân về sau hợp nhất thành Đại học Trung Nam – 中南大学), Khoa Vật liệu kim loại, chuyên ngành về nghiên cứu xử lý áp suất kim loại màu. Tháng 8 năm 1982, ông tốt nghiệp cử nhân. Trong khoảng thời gian lần lượt công tác ở Đông Bắc rồi đến miền Tây, Tiêu Á Khánh luôn dành thời gian để học tập, tăng cường tri thức. Ông nhận bằng Tiến sĩ Vật liệu học, là Cao cấp Công trình sư được phong hàm Giáo sư.
Tháng 12 năm 1981, ông được kết nạp vào Đảng Cộng sản Trung Quốc.

## Sự nghiệp

### Thời kỳ kỹ sư ban đầu
Sau khi tốt nghiệp Cử nhân năm 1982, Tiêu Á Khánh được tuyển dụng tới Đông Bắc làm việc, ban đầu là công nhân của Nhà máy chế biến hợp kim nhẹ Đông Bắc ở thành phố Cáp Nhĩ Tân. Ông đã làm việc ở đây mười bảy năm, là một kỹ sư kỹ thuật lần lượt trải qua các vị trí công nhân, kỹ sư, Phó Khoa trưởng, Khoa trưởng, Phó Xứ trưởng rồi Xứ trưởng. Tháng 8 năm 1994, ông được thăng cấp thành Phó Tổng Công trình sư Gia công nhẹ hợp kim Đông Bắc rồi trở thành Tổng Công trình sư vào tháng 12 năm 1995. Tháng 6 năm 1998, ông là Tổng Giám đốc Công ty trách nhiệm hữu hạn Hợp kim nhẹ Đông Bắc, lãnh đạo công ty nhà nước mà ông đã công tác gần 20 năm.
Tháng 6 năm 1999, ông được điều chuyển tới Trùng Khánh làm Bí thư Đảng tổ, Xưởng trưởng Xưởng Gia công nhôm Tây Nam. Vào tháng 4 năm 2000, cuộc cải cách hoán đổi nợ thành vốn chủ sở hữu được thực hiện đối với doanh nghiệp nhà nước vốn đã thua lỗ trong nhiều năm và đang phải gánh chịu hậu quả nặng nề, thành lập Tập đoàn Công nghiệp Nhôm Tây Nam (西南铝业集团 – Southwest Aluminium Group) trên cơ sở tổ chức ban đầu gồm những người đứng đầu của lĩnh vực công nghiệp nhôm Tây Nam, Tiêu Á Khánh được bổ nhiệm làm Ủy viên Đảng tổ, Chủ tịch Tập đoàn kiêm nhiệm Tổng Giám đốc, là thủ trưởng toàn bộ của doanh nghiệp. Năm 2000 này, công ty đã chuyển từ lỗ thành lãi. Một năm sau, Tập đoàn Công nghiệp Nhôm Tây Nam trở thành một trong 50 doanh nghiệp công nghiệp hàng đầu ở Trùng Khánh và được xếp hạng trong 500 nhóm doanh nghiệp lớn nhất Trung Quốc. Tiêu Á Khánh lúc này 41 tuổi cũng được đánh giá là một trong Mười doanh nhân trẻ xuất sắc nhất ở Trùng Khánh.

### Tập đoàn Nhôm Trung Quốc
Tháng 10 năm 2003, ông được điều động làm Ủy viên Đảng tổ, Phó Tổng Giám đốc Tập đoàn Công nghiệp nhôm Trung Quốc, doanh nghiệp mang tính quốc gia. Đến tháng 4 năm 2004, ông được thăng chức thành Bí thư Đảng tổ, Chủ tịch kiêm Giám đốc điều hành Tập đoàn Công nghiệp nhôm Trung Quốc (中国铝业集团). Lúc này, ông 45 tuổi, kế nhiệm Quách Thanh Côn trở thành người lãnh đạo doanh nghiệp nhà nước trẻ nhất Trung Quốc, đã thực hiện một loạt biện pháp để đưa Tập đoàn Nhôm Trung Quốc (Chinalco) tiếp tục phát triển và lớn mạnh; từ hình thức thất xưởng nhất viện (七厂一院) ban đầu trở thành một công ty lớn hiện nay gồm hơn 50 chi nhánh, công ty con và đơn vị thành viên, nhóm tổ chức, đại tập đoàn. Năm 2007, Tập đoàn Nhôm Trung Quốc mở rộng đầu tư, quan hệ hợp tác nước ngoài.
Hàng loạt phương án mở rộng Chinalco được tổ chức: vào đầu tháng 1 năm 2007, Tập đoàn Nhôm đã tổ chức lại Công nghiệp Nhôm Sơn Đông (Shandong Aluminium) và Công nghiệp nhôm Lan Châu (Lanzhou Aluminium) thông qua hoán đổi cổ phần; vào tháng 6, Chinalco mua lại Công ty Đồng Peru (Peru Copper) của Canada với giá 860 triệu USD; vào tháng 8, Chinalco đã tổ chức lại một cách chiến lược biện pháp thông qua việc tăng vốn và mở rộng cổ phần Tập đoàn Vân Đồng (云铜集团 – Yuntong) về công nghiệp đồng. Vào ngày 31 tháng 1 năm 2008, Chinalco và Alcoa (Aluminum Company of America – Tập đoàn Nhôm Hoa Kỳ) đã cùng nhau mua lại cổ phiếu của gã khổng lồ ngành khai khoáng Rio Tinto, niêm yết tại London, điều này cho thấy các công ty Trung Quốc có vị thế trên thế giới. Khả năng hoạt động của thị trường vốn tài chính và kỹ năng hoạt động ngày càng hoàn thiện. Chinalco và Alcoa cùng chi 14,05 tỷ USD để mua lại 9,0% cổ phần của Rio Tinto, trở thành cổ đông đơn lẻ lớn nhất của tập đoàn đa quốc gia. Bằng công tác lãnh đạo lĩnh vực công nghiệp tại Chinalco, Tiêu Á Khánh để thể hiện năng lực lớn của mình, đạt được nhiều mục tiêu đề ra trong công cuộc phát triển, đưa Chinalco lên tầm thế giới; tháng 5 năm 2008, Chalco đã ký thỏa thuận mua năm nhà máy gia công chế biến và một xưởng luyện nhôm với giá trị 4,2 tỷ nhân dân tệ (605 triệu USD) với tổng công suất là 1,09 triệu tấn. Tiêu Á Khánh đã hiện thực hóa chiến lược của mình, đưa Chalco trở thành một tập đoàn đa quốc gia, đa kim loại.

### Sự nghiệp chính trị
Năm 2009, Tiêu Á Khánh được đánh giá cao thành công ở Tập đoàn Nhôm Trung Quốc, ông lúc này 50 tuổi, được rút về Trung ương, bổ nhiệm làm Phó Tổng Thư ký Quốc vụ viện, chức vụ cấp hàm Phó Bộ trưởng. Ông công tác ở vị trí này bảy năm gồm phụ trách đảm bảo công việc của Ủy viên trưởng Trương Đức Giang (2009 – 2013), phụ trách đảm bảo công việc của Phó Tổng lý Mã Khải (2013 – 2016). Vào tháng 10 năm 2017, ông được bầu làm Ủy viên Ủy ban Trung ương Đảng Cộng sản Trung Quốc khóa XIX tại Đại hội Đảng Cộng sản Trung Quốc lần thứ 19.
Tháng 2 năm 2016, Tiêu Á Khánh được bổ nhiệm làm Chủ nhiệm Ủy ban Giám sát và Quản lý Tài sản Nhà nước Trung Quốc, cấp Bộ trưởng, quản lý hành chính. Đến tháng 6 năm 2017, ông được bầu làm Phó Bí thư Đảng tổ của Ủy ban Giám sát và Quản lý Tài sản Nhà nước, công tác cùng Hác Bằng. Vào tháng 5 năm 2019, ông được chuyển chức vụ, công tác ở vị trí Bí thư Đảng tổ, Tổng cục trưởng Tổng cục Quản lý giám sát thị trường Quốc gia – đơn vị cấp Chính bộ.
Tháng 7 năm 2020, ông được điều chuyển vị trí sang Bộ Công nghiệp và Công nghệ thông tin, làm Bí thư Đảng tổ, đây là vị trí trước cho giai đoạn mới. Ngày 11 tháng 8 năm 2020, Tiêu Á Khánh được Tổng lý Quốc vụ viện Lý Khắc Cường bổ nhiệm làm Bộ trưởng Bộ Công nghiệp và Công nghệ thông tin Cộng hòa Nhân dân Trung Hoa. Tháng 7 năm 2022, ông bị điều tra về kỷ luật Đảng và pháp luật, bị cách chức Bộ trưởng Bộ Công Tín vào ngày 2 tháng 9, khai trừ khỏi Đảng vào ngày 12 tháng 10 tại Hội nghị Trung ương Đảng lần thứ 7.